# Гуардиа, Глория
Глория Гуардиа (исп. Gloria Guardia, 12 марта 1940, Сан-Кристобаль, Венесуэла — 13 мая 2019, Богота, Колумбия) — известная панамско-никарагуанская писательница, журналистка, публицистка. По материнской линии — внучка Бенхамина Селедона. Член и член-корреспондент Литературных академий Панамы (1984), Испании (1989), Колумбии (1997) и Никарагуа; вице-президент международного ПЕН-клуба. Лауреат ряда национальных литературных премий.

## Биография
В 1977 году приняла участие в Сандинистском движении в Никарагуа. Затем работала представителем ABC в Панаме. В 1996 году её усилиями испанский язык был принят, как один из рабочих языков ПЕН-клуба. На русский язык переведен (1982) её роман «Последняя ставка» (El último juego, 1977).